# Lǚ Mǔ
Lǚ Mǔ (en pinyin, la forme chinoise est 吕, morte en -18) est une femme qui a été à la tête d’une rébellion contre la dynastie Xin dans la Chine ancienne. Elle organisa un soulèvement des paysans après que son fils Lü Yu eut été exécuté par le gouvernement pour un délit mineur, devenant dans l'histoire de la Chine la première femme à diriger des rebelles. Après qu’elle fut morte de maladie, ses partisans devinrent une force importante dans la Révolte des Sourcils Rouges qui a joué un grand rôle dans la chute de la dynastie Xin et la restauration de la dynastie Han par Liu Xiu (l’empereur Guangwu).

## Contexte historique
Lǚ Mǔ naquit en Chine quand régnait la dynastie des Han occidentaux. En -9, le premier ministre Wang Mang usurpa le trône impérial et se proclama empereur de la dynastie Xin. Wang appliqua un certain nombre de mesures politiques auxquelles s’opposa la classe des riches propriétaires fonciers. Des difficultés économiques provoquées par les inondations du fleuve Jaune affaiblirent encore la légitimité du nouveau souverain. 
Lǚ Mǔ vivait dans la préfecture de Haiqu (海 曲 县), appartenant à la Commanderie de Langya (琅邪 郡), dans l'actuelle Rizhao, province de Shandong. Sa famille, très riche, possédait des millions de pièces de monnaie selon le Livre des Han postérieurs,. 

## Rébellion
En 14 apr. J.-C., son fils Lu Yu (吕 育), qui avait servi dans le gouvernement de la préfecture de Haiqu, fut exécuté par le magistrat du comté pour un délit mineur. Pour venger sa mort, Lǚ Mǔ fomenta une rébellion, en utilisant sa richesse pour recruter des paysans pauvres et acheter des armes et des vivres. Rapidement elle leva une armée de plusieurs milliers de combattants recrutés dans une population déjà mécontente du gouvernement. Lǚ Mǔ prit le titre de général et mena sa force rebelle à l'assaut de la capitale de la préfecture de Haiqu. Après avoir capturé le magistrat de la préfecture, elle le fit décapiter, et offrit sa tête en sacrifice sur la tombe de son fils.  

## Ce qu’elle a laissé après elle
Partout dans le pays le succès de Lǚ Mǔ donna à de nombreuses personnes l’idée de se rebeller contre le gouvernement de Wang Mang, et son armée s’accrut rapidement au point d’atteindre des dizaines de milliers de soldats, mais elle mourut bientôt de maladie en -18.
Après sa mort, la plupart de ses partisans joignirent leurs forces à celles des rebelles dirigés par Fan Chong, lui aussi originaire de Langya et qui s'était révolté dans le comté de Jü en -18. L'armée rebelle ainsi réunie se fit connaitre sous le nom de Sourcils Rouges, et elle fut l’une des deux principales organisations rebelles qui devaient renverser le régime de Wang Mang.
Selon les historiens, c’est à Lǚ Mǔ qu’on doit le début de la vague de soulèvements qui ont conduit à la chute de la dynastie Xin et à la restauration de la dynastie des Han par Liu Xiu (l’empereur Guangwu), qui fut le premier empereur des Han orientaux. Elle est dans l'histoire de la Chine la première femme dont on se souvienne pour avoir dirigé une rébellion.